# Libertà (quotidiano)
Libertà è il principale quotidiano edito nella città italiana di Piacenza e quello maggiormente diffuso nella sua provincia.
Essendo stato fondato nel 1883 da Ernesto Prati, si contraddistingue come uno dei più antichi d'Italia.
Libertà affianca le notizie di cronaca, politica e sport nazionali a quelle che riguardano la città di Piacenza, la sua provincia e il Basso Lodigiano.

## Storia

### La fondazione

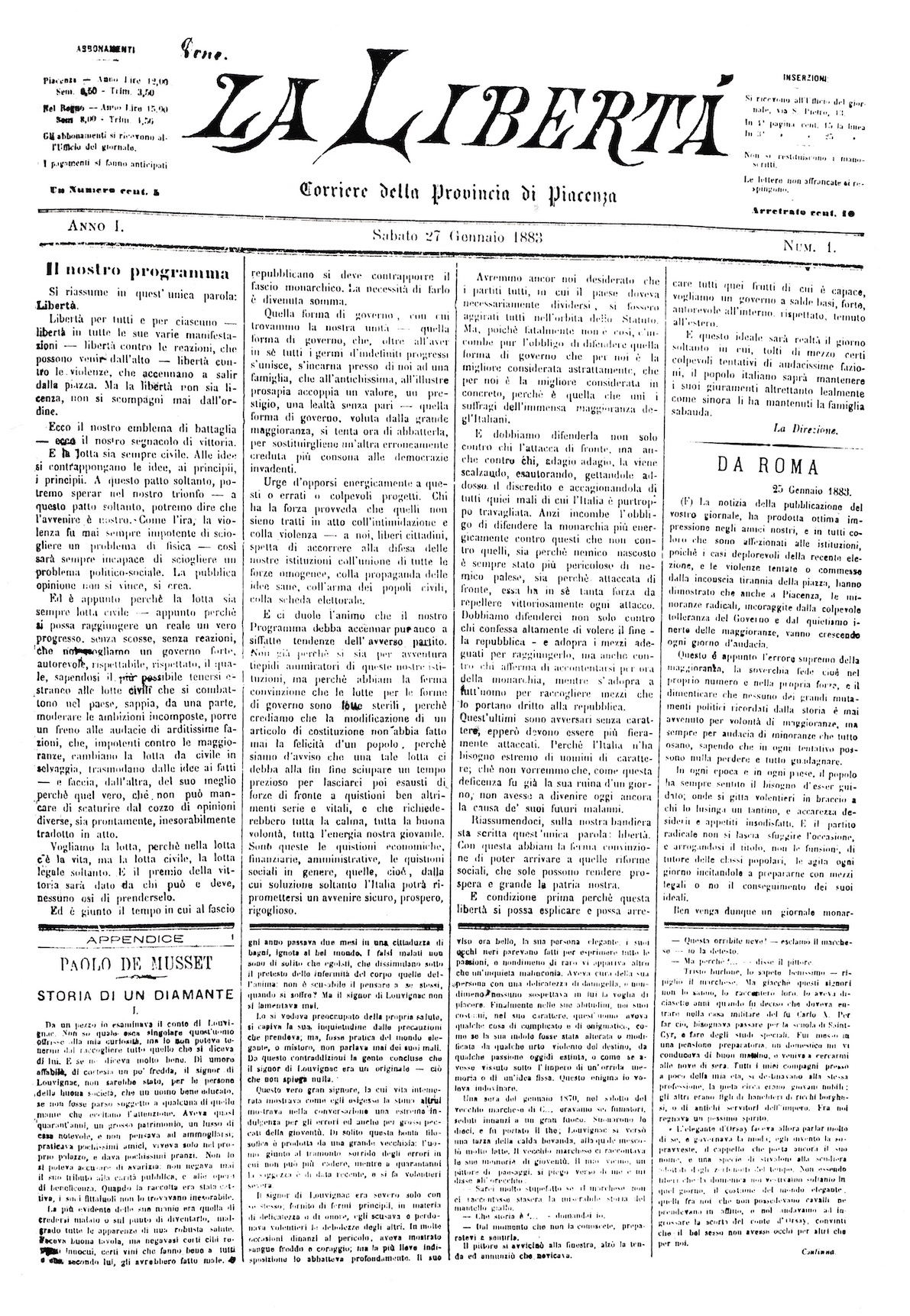
Il primo numero del quotidiano, uscito il 27 gennaio 1883.

Palazzo Costa, sede della Tipografia Sociale dove furono stampate le prime copie di Libertà.

Il quotidiano fu fondato da Ernesto Prati il 27 gennaio 1883 con il nome La Libertà, la prima sede del quotidiano si trovava a Piacenza in via San Pietro, mentre le copie venivano stampate presso la "Tipografia Sociale", sita in via Roma 80, poi sostituita nel giro di qualche mese da una tipografia propria situata in via Venti Settembre 20.
Nell'articolo di presentazione del nuovo giornale viene spiegata la scelta del nome, ovvero Libertà per tutti, in tutte le sue manifestazioni, contro le reazioni, contro le violenze, ma che la libertà non sia licenza, non si scompagni mai dall'ordine.
Alla morte di Ernesto Prati, avvenuta nel 1920, la direzione del giornale passa al figlio Filiberto.

### Dal fascismo alla Seconda guerra mondiale
Durante il fascismo le idee liberali del quotidiano lo portano, il 2 gennaio 1927 alla fusione con il foglio fascista La Scure, originando La Scure - Libertà, sotto la direzione del podestà di Piacenza Bernardo Barbiellini Amidei.
Il 28 ottobre 1938 viene eliminato, senza alcun articolo che ne spieghi le motivazioni, il termine Libertà dal nome.
Tra il 21 agosto e l'11 settembre 1943 Libertà riprende brevemente le pubblicazioni con la denominazione originale sotto la direzione di Filiberto Prati, salvo poi essere di nuovo sostituita da La Scure con l'avvento della Repubblica Sociale Italiana. Il quotidiano fascista viene pubblicato fino al 13 maggio 1944 quando cessano le pubblicazioni a causa del bombardamento della sede sita in via delle Benedettine.
Terminata la Seconda guerra mondiale, il quotidiano riprende le sue pubblicazioni il 22 agosto 1945 sotto la direzione di Ernesto Prati, nipote del fondatore, affiancato, per quanto riguarda la parte amministrativa dal fratello Marcello. Del primo numero, composto da due sole pagine e venduto al prezzo di una lira, vengono vendute 600 copie.

### Dagli anni '70
A partire dal 19 gennaio 1970 il giornale inizia ad uscire tutti i giorni con il lancio dell'edizione del lunedì denominata Libertà Lunedì.
Nel 1995 nasce Libertà OnLine; esso è uno dei primi quotidiani che attiva il nuovo mezzo e riceve il prestigioso premio Pio Manzù.
Nel 2008 il quotidiano è stato rinnovato passando dal formato broadsheet al tabloid e diventando interamente a colori. A partire dallo stesso anno l'edizione cartacea di Libertà è accessibile anche via Internet, sottoscrivendo un abbonamento.
Dall'ottobre 2012 il sito internet è stato completamente rinnovato ed offre quotidianamente notizie ed anticipazioni.

## Variazioni dell'assetto proprietario
Negli anni successivi alla morte dello storico direttore Ernesto Prati, avvenuta nel 1994, si è assistito a degli scontri all'interno della famiglia Prati, da sempre, con l'eccezione del periodo fascista, proprietaria di Libertà, tra gli eredi di quest'ultimo e gli eredi del fratello Marcello, scomparso nel 1982, per la proprietà del quotidiano.
Conclusasi la querelle nel marzo 2000 con l'acquisizione all'asta dell'intera proprietà del giornale da parte della famiglia Ronconi - Prati, (eredi di Marcello Prati), nello stesso anno Finegil, holding operativa del Gruppo Editoriale L'Espresso nel settore dei quotidiani locali, acquisisce il 35% del capitale sociale dello "Stabilimento Tipografico Piacentino di Ernesto Prati & C." S.a.p.a.; nell'ambito dell'operazione la Finegil Editoriale S.p.a. acquisisce anche il 35% della società concessionaria di pubblicità Altrimedia S.p.a. e della immobiliare "Benedettine" S.r.l.
Nel dicembre 2019 Donatella Ronconi, detentrice del pacchetto di maggioranza delle quote, annuncia la cessione di queste ultime alla neocostituita Fondazione Ronconi Prati, ente del terzo settore senza scopo di lucro, del quale la stessa Ronconi ricopre la carica di presidente.
Nell'estate 2021 il gruppo GEDI annuncia che le quote in suo possesso di Editoriale Libertà, società editrice del quotidiano, nonché della tv locale TeleLibertà e della concessionaria di pubblicità Altrimedia, sono state cedute in parte alla stessa società editrice e in parte alla presidente della stessa società Donatella Ronconi.

## Denominazione delle testate
Edizione mattutina
- Libertà (27 gennaio 1883 - 31 dicembre 1926)
- La Scure - Libertà (2 gennaio 1927 - 27 ottobre 1938)
- La Scure (28 ottobre 1938 - agosto 1943)[10]
- Libertà (22 agosto 1943 - 11 settembre 1943)
- La Scure (12 settembre 1943 - 13 maggio 1944)
- Libertà, dal 22 agosto 1945

Numero del lunedì
- Libertà lunedì, dal 19 gennaio 1970

## Direttori
Direttori di Libertà

Ernesto Prati, fondatore e direttore tra il 1883 e il 1920.

- Ernesto Prati (27 gennaio 1883 - 1920)
- Filiberto Prati (1920 - 31 dicembre 1926)

Direttori de La Scure - Libertà (dal 1938 solo La Scure)
- Bernardo Barbiellini Amidei (2 gennaio 1927 - 1936)
- Pino Bellinetti (1936 - agosto 1943)

Direttore di Libertà
- Filiberto Prati (21 agosto 1943 - 11 settembre 1943)

Direttori de La Scure
- Pino Bellinetti (settembre 1943 - 1943)[17]
- Franco Scaravelli (1943 - 1943)
- Armando Scalise (29 dicembre 1943 - 13 maggio 1944)[18]

Direttori di Libertà
- Ernesto Prati (22 agosto 1945 - 2 agosto 1994)
- Ernesto Leone (3 agosto 1994 - 16 dicembre 1996)
- Luigi Bacialli (17 dicembre 1996 - 14 novembre 1998)
- Paolo Baldini (15 novembre 1998 - 3 aprile 2000)
- Luciano Dacquati (4 aprile 2000 - 1º settembre 2000)
- Gaetano Rizzuto (2 settembre 2000 - 31 dicembre 2015)
- Stefano Carini (2 gennaio 2016 - 2 dicembre 2018)[19]
- Pietro Visconti, (3 dicembre 2018[20] - 30 settembre 2024)
- Gian Luca Rocco dal 1 ottobre 2024

## Diffusione
| Anno | Copie vendute                                                             |
| ---- | ------------------------------------------------------------------------- |
| 2022 | 15 275                                                                    |
| 2021 | 16 792                                                                    |
| 2020 | 17 992                                                                    |
| 2019 | 17 914                                                                    |
| 2018 | 18 824                                                                    |
| 2017 | 20 321                                                                    |
| 2016 | 21 702                                                                    |
| 2015 | 22 840                                                                    |
| 2014 | 23 914                                                                    |
| 2013 | 25 176                                                                    |
| 2012 | 25 737                                                                    |
| 2011 | 26 455                                                                    |
| 2010 | 28 271                                                                    |
| 2009 | 28 367                                                                    |
| 2008 | 28 101                                                                    |
| 2007 | 28 806                                                                    |
| 2006 | 29 409                                                                    |
| 2005 | 29 678                                                                    |
| 2004 | 30 504                                                                    |
| 2003 | 31 019                                                                    |
| 2002 | 31 117                                                                    |
| 2001 | 32 375                                                                    |
| 2000 | 32 352                                                                    |
| 1999 | 32 582                                                                    |
| 1998 | 32 797                                                                    |
| 1997 | 32 078                                                                    |
| 1996 | 31 804                                                                    |
| 1995 | 31 839                                                                    |
| 1994 | 32 839                                                                    |
| 1993 | 32 843                                                                    |
| 1992 | 32 770                                                                    |
| 1991 | 33 241                                                                    |
| 1990 | 34 607                                                                    |
| 1989 | 34 256                                                                    |
| 1988 | 33 843                                                                    |
| 1987 | 33 681 (prima di questa data non vi era l'accertamento diffusione stampa) |

- Dati di Accertamenti diffusione stampa.